# 동게르만족
동게르만족(east Germanic people)은 오늘날의 중동유럽 지역에 살던 게르만족들이다. 스칸디나비아반도가 고향이며, 기원전 600년에서 기원전 300년 사이에 발트해를 건너와 오데르강과 비스와강 사이 영역에 정착했다. 북게르만족이나 서게르만족만큼 민족성을 거의 잘 보존하지 못하고 서게르만족 및 로마 라틴족에게 동화 흡수되었다. 이들이 사용한 언어를 동게르만어라고 한다.
동게르만족에 해당하는 게르만족은 다음과 같다.
- 바스타미인
- 부르군트인
- 고트인
  - 테르빙기
  - 그레우퉁기
  - 서고트인
  - 동고트인
  - 크림 고트인
  - 게피드인
- 루기어인
- 스키리인
- 반달인

랑고바르드인은 전통적으로 동게르만족으로 여겨졌지만 최근 연구에서 랑고바르드어가 동게르만어보다 고대 고지독일어에 가깝다고 밝혀지면서 서게르만족으로 분류된다.